# 藍精靈：迷失的村莊
《藍色小精靈：失落的藍藍村》（英語：Smurfs: The Lost Village）是一部於2017年上映的美國3D動畫冒險喜劇電影，原先預定为2013年电影《蓝精灵2》的续集，後改為全新作品。于2017年4月7日在美国上映。

## 剧情
小美人发现了一张遗落的地图，引发精灵们对于神秘村庄真实性的猜想。于是，满怀好奇心的小美人与小聰明、小笨蛋、小壯丁四个小伙伴组成冒险小分队，背着老爸离开精灵村，踏上充满未知的探秘旅程。

## 配音員
| 配音                    | 配音   | 配音   | 角色                     |
| 美國                    | 台灣   | 香港   | 角色                     |
| ----------------------- | ------ | ------ | ------------------------ |
| 黛咪·洛瓦特             | 楊凱凱 | 蔡卓妍 | 小美人（Smurfette）      |
| 雷恩·威爾森             | 黃天佑 |        | 賈不妙（Gargamel）       |
| 曼迪·帕第金             | 邱展文 | 葉振邦 | 老爹（Papa Smurf）       |
| 喬·曼根尼羅             | 陳彥鈞 |        | 小壯丁（Hefty Smurf）    |
| 傑克·麥克布萊爾         | 宋昱璁 | 黃又南 | 小笨蛋（Clumsy Smurf）   |
| 丹尼·普迪               | 韋禮安 | 徐天佑 | 小聰明（Brainy Smurf）   |
| 茱莉娅·罗伯茨           | 鄭仁麗 |        | 柳媽（Smurf Willow）     |
| 米歇尔·罗德里格兹       | 張乃文 |        | 小威風（Smurf Storm）    |
| 埃莉·肯珀               | 穆宣名 |        | 小花花（Smurf Blossom）  |
| 艾莉尔·温特             | 徐瑀甄 |        | 小百合（Smurf Lily）     |
| 梅根·崔娜               |        |        | 小美樂蒂（Smurf Melody） |
| 傑克·約翰森             | 陳幼文 |        | 小討厭（Grouchy Smurf）  |
| 戈登·拉姆齊             | 賴震澤 |        | 小廚師（Baker Smurf）    |
| 提度斯·伯傑斯           | 于正昇 |        | 小自戀（Vanity Smurf）   |
| 加布里埃爾·伊格萊西亞斯 | 孟慶府 |        | 小搗蛋（Jokey Smurf）    |
| 杰夫·邓纳姆             |        |        | 小農夫（Farmer Smurf）   |
| 凱利·阿斯布瑞           | 魏德翰 |        | 小八卦（Nosey Smurf）    |
| 布雷特·馬尼爾           |        |        | 飄蟲（Snappy Bug）       |
| 瑪麗莎·史托             | 錢欣郁 |        | 小碧玉（Smurf Jade）     |
| 弗兰克·维尔克           |        |        | 大笨貓（Azrael）         |
| 迪·布萊德利·貝克        |        |        | 蒙蒂（Monty）            |

## 制作

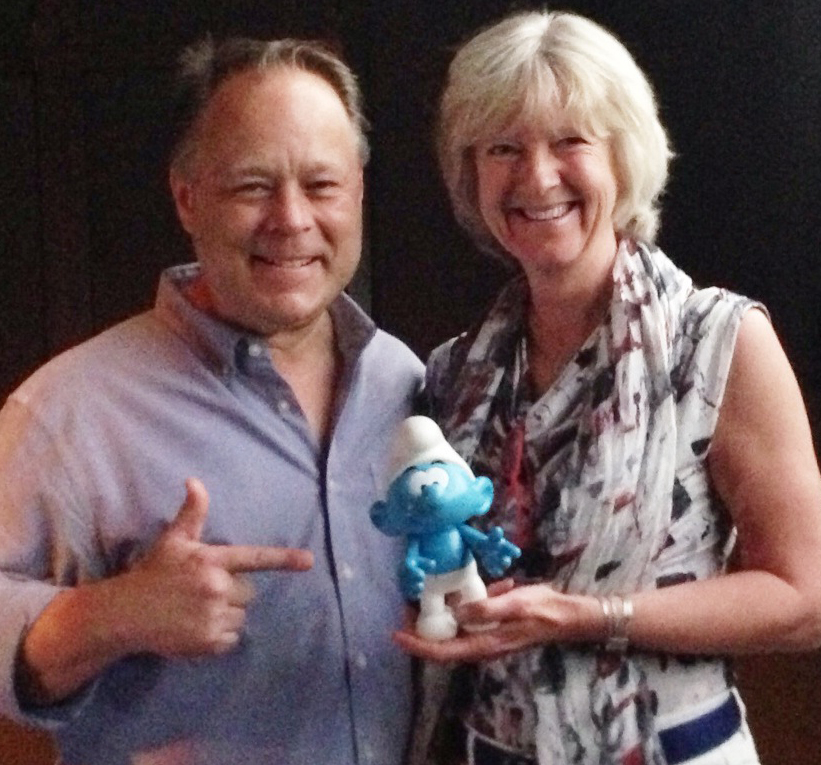
导演凯利·艾西贝瑞与沛优女儿的合影。

2012年5月10日，距《蓝精灵2》宣布制作两周，索尼動畫和哥伦比亚影业已开发《蓝精灵3》的剧本，由凯利·柯克帕特里克和克里斯·波彻（Chris Poche）。曾在前两作中饰演格格巫的汉克·阿扎里亚透露第三部“可能事实上处理所有角色闯入各自回头路的真正起源。”有别于采用真人混合动画的前两部，第三部将完全采用动画，而且不是续集。
2014年3月，凯利·艾西贝瑞受聘为影片导演。这部喜剧冒险片将呈现角色们的全新故事，探究蓝精灵的起源，场景设计更加贴近沛优的作品。
影片由乔丹·克纳和玛丽·艾伦·鲍德（Mary Ellen Bauder）联合制片。2015年6月14日，索尼动画透露影片名《Get Smurfy》和首批剧照。片名后改为《蓝精灵：寻找神秘村》。
2015年1月16日，曼迪·帕廷金加盟剧组，配音饰演蓝爸爸。6月14日，黛米·洛瓦托和雷恩·威尔森加盟，分别饰演蓝妹妹和格格巫。2013年《蓝精灵2》上映后，两位此前分别为《蓝精灵》作品配音饰演蓝爸爸和笨笨的演员乔纳森·温特斯和安东·叶利钦不幸离世。
2016年10月，克里斯托弗·莱纳兹宣布创作影片配乐
。同年12月，据报道歌手梅根·崔娜已录制影片插曲《I'm a Lady》，该曲以单曲形式发行。

## 发行
影片原定于2015年8月14日上映，但在2014年5月1日档期推迟至2016年8月5日。2015年3月，档期再度推迟至2017年3月31日。2016年3月，影片定档2017年4月7日。2016年9月21日，首支预告片公开。

### 評價
根據爛番茄的96條評論，擁有41%新鮮度，平均得分4.8／10。在Metacritic上，電影獲得了40分。